# Johann Friedrich Wilhelm von Fiebig
Johann Friedrich Wilhelm Fiebig, ab 1798 von Fiebig, (* 11. September 1755 in Berlin; † 2. August 1822 in Kolberg) war ein königlich preußischer Generalmajor der Artillerie und zuletzt Kommandant vom Platz in Kolberg.

## Herkunft
Seine Eltern waren Johann Christoph Wilhelm Fiebig (* 1726; † 28. September 1778) und dessen Ehefrau Helene Dorothea Elisabeth Krahl (* 30. Dezember 1733; † 10. Mai 1811). Sein Vater war königlich preußischer Hauptmann der Feldartillerie. Am 19. September 1798 wurde er in den Adelsstand erhoben. Auch zwei seiner Brüder waren bei der Armee: Karl Wilhelm († 21. April 1807) starb als Hauptmann der Artillerie bei der Verteidigung von Danzig, Johann Wilhelm Gustav (* 28. Mai 1771; † 11. November 1826) starb als Oberst der Artillerie und Träger des Pour le Mérite.

## Leben
Seine schulische Ausbildung erhielt er im Gymnasium zum Grauen Kloster in Berlin. Von dort kam er am 16. Mai 1769 als Bombardier in das Feldartilleriekorps. Am 12. Oktober 1772 wurde er Seconde-Lieutenant im 1. Artillerie-Regiment. Im Bayrischen Erbfolgekrieg kämpfte er in den Gefechten bei Jung-Buchau, Hartmannsdorf und Schwarzdahl in Böhmen. 1787 nahm er am Feldzug in Holland teil, wo er bei Aderkerken und Amstelveen ins Gefecht kam. Für seine Leistungen wurde er lobend erwähnt. Am 4. Februar 1792 wurde er zum Premier-Lieutenant ernannt. Während des Ersten Koalitionskrieges kämpfte er bei den Belagerungen von Longwy und Verdun und nahm am Sturm auf Bitch teil. Ferner kämpfte er bei den Schlachten bei Pirmasens und Kaiserslautern sowie der Kanonade von Valmy und den Gefechten bei Grand-Pre, Alsheim, Limbach, Deidesheim, Edinghofen und Zweibrücken. Er wurde am 5. November 1793 Stabshauptmann und Kommandeur der schweren 6pfünder-Batterie Nr. 9, zudem erhielt er am 7. Juni 1794 den Pour le Mérite.
Am 13. Dezember 1797 wurde er zum Hauptmann und Kompaniechef im 2. Artillerie-Regiment ernannt. Am 17. September 1805 wurde er Major und nahm als solcher 1806 am Vierten Koalitionskrieg teil. Hier kämpfte er in den Gefechten bei Altenzaun, Schwerin und Criewitz. Bei Lübeck ging er mit der Kapitulation in Gefangenschaft.
Nach dem Krieg kam er am 21. Februar 1809 zur preußischen Artillerie-Brigade in Graudenz. Am 22. November 1810 wurde er nach Königsberg in Preußen versetzt. Er wurde am 10. März 1812 zweiter Stabsoffizier der mobil zu machenden Artillerie und Befehlshaber der Fußartillerie bei dem mobilen Hilfskorps, das 1812 an Napoleons Russlandfeldzug teilnahm. Am 24. März 1813 wurde er Oberstleutnant und kam als Artillerie-Offizier von Platz nach Kolberg. Nach dem Krieg wurde er am 7. Juni 1815 Oberst und noch am 23. März 1816 wurde er als Artillerie-Offizier in Kolberg bestätigt. Am 28. Februar 1817 erhielt er seinen Abschied als Generalmajor mit einer Pension von 800 Talern. Er starb am 2. August 1822 in Kolberg.
In seiner Bewertung aus dem Jahr 1804 heißt es: „Ist er moralisch guter Offizier, im Dienst fleißig und exakt, tätig und ein guter Exerziermeister, hat gute mathematische Kenntnisse, die er nebst dem militärischen Unterricht in den Artilleriekollegien zu Berlin geschöpft, weiß solche mit seiner erlangten Praxis gut zu verbinden, welches er in den beigewohnten Campagnen bewiesen und daher zu allen Artillerie Diensten und Geschäften zu gebrauchen ist.“

## Familie
Er heiratete am 1. November 1786 in Berlin Friederike Wilhelmine Helene Thym (* 3. Dezember 1766; † 30. Juli 1795). Das Paar hatte einen Sohn:
- Johann Friedrich Wilhelm Gustav (* 17. Oktober 1788; † 12. Dezember 1852), Oberstleutnant a. D. 4. Infanterie-Regiment ⚭ 1816 Johanne Henriette Amalie Keller (* 1793; † 29. Januar 1868)

Nach dem Tod seiner ersten Frau heiratete er am 2. November 1795 in Berlin Friederike Wilhelmine Auguste von Mentz (* 10. Dezember 1777; † 3. Juni 1838). Das Paar hatte mehrere Kinder:
- Emilie Wilhelmine Elisabeth (* 25. März 1797; † 19. Oktober 1837) ⚭ Karl Grünwald, Herr auf Msciszewo bei Murowana-Goslin und Radosiew bei Czarnikau
- Johann Friedrich Gustav (* 22. März 1800; † 7. November 1856), Major a. D. ⚭ 1841 Klementine Margarethe Friederike Juliane von Zitzewitz (* 30. Oktober 1810; † 15. Dezember 1886)
- Sophie Henriette Auguste (* 7. Juli 1801; † 6. Mai 1862) ⚭ 1823 Ludwig von Bohlen (* 13. Oktober 1790; † 12. Februar 1838), Major und Kommandeur des 6.Kürassier-Regiments[3]
- Friederike Wilhelmine Ernstine (* 21. Januar 1803; † 21. August 1844) ⚭ 1828 Karl Gustav Detlef von Winterfeld (* 17-. Juli 1789; † 24. August 1866), Herr auf Freyenstein, Meins und Gustavsruh[4]
- Johann Karl Friedrich (* 11. Oktober 1805; † 30. November 1805)
- Friederike Antoinette Auguste (* 7. Februar 1808: † 4. Mai 1846) ⚭ Gottfried Joachim Benedikt Fleischer (* 1798; † 12. September 1852), Prediger in Rathenow[5]
- Ida Antoinette Auguste (* 15. November 1809; † 20. Dezember 1810)

Nach dem Tod des Generalmajors erhielt die Witwe vom König zu ihrem Witwengehalt noch 100 Taler zusätzlich und zusätzlich 24 Taler für die beiden jüngsten Töchter.